# فرانكي ناكليس
فرانسيس «فرانكي» نيكولس (Francis "Frankie" Nickolls) ويعرف أفضل باسم فرنكي ناكولس (Frankie Knuckles) (ولد في 18 يناير 1955 وتوفي 31 مارس 2014).هو دي جي ومنتج أسطوانات أمريكي سابق وأحد الفائزين بجوائز الغرامي.

## روابط خارجية
- فرانكي ناكليس على موقع IMDb (الإنجليزية)
- فرانكي ناكليس على موقع ميوزك برينز (الإنجليزية)
- فرانكي ناكليس على موقع ميوزك برينز (الإنجليزية)
- فرانكي ناكليس على موقع أول ميوزيك (الإنجليزية)
- فرانكي ناكليس على موقع ديسكوغز (الإنجليزية)
- فرانكي ناكليس على موقع ديسكوغز (الإنجليزية)
- فرانكي ناكليس على موقع قاعدة بيانات الفيلم (الإنجليزية)